# Figaro Bénéteau
Pour les articles homonymes, voir Figaro (homonymie).
Le Figaro Bénéteau est une classe de voilier monotype construite par les chantiers Bénéteau. Ce voilier monocoque de régate d'environ 10 mètres joue en France un rôle central dans le domaine de la course au large en solitaire. Les Figaro s'affrontent  chaque année dans une dizaine d'épreuves, dont quatre comptent pour le  Championnat de France Élite de course au large en solitaire. L'épreuve phare est la Solitaire du Figaro. Le Figaro s'inscrit entre d'une part les petits mini 6.50 et d'autre part les Class40 et les 60 pieds IMOCA qui sont toutefois des classes ouvertes. De ce fait il est considéré comme le meilleur support de formation des coureurs. La classe est gérée par l'association Classe Figaro Bénéteau fondée en 1990.

## Origine du nom
Un Figaro, ou Figaro Bénéteau emprunte son nom au journal Le Figaro, via la « Solitaire du Figaro », course à la voile en solitaire et par étapes créée en 1970 par Jean-Louis Guillemard et Jean-Michel Barrault, dont le journal est organisateur depuis 1980.

## Genèse
Dans les années 1960 le gros de la flotte des voiliers de régate en course au large est constituée par des Half Tonners (voiliers d'environ 9 mètres). Les performances d'un voilier de cette classe sont largement liées au budget disponible. Le half tonner Figaro Bénéteau (premier du nom) est conçu par le groupe Finot associé à Bénéteau en 1990, puis également en association avec Jean Berret pour le projet définitif. Caractérisé par une stricte monotypie il est produit en série par le chantier Bénéteau pour permettre au seul talent du skipper de faire la différence.
Le Figaro de première génération servira de base pour la carène du First 31.7, du First 310, ainsi que l'Oceanis 300, 311 et 323 du Groupe Beneteau.

## Figaro Bénéteau 2
Le Figaro Bénéteau 2 est dû au crayon de Marc Lombard et lancé en 2003. Plus long d'un mètre, il est nettement plus performant que son prédécesseur. Parmi les nouveautés, cette classe possède des ballasts intégrés ainsi qu'un système bi-safrans. Le Figaro Bénéteau 2 reste cependant un bateau de course relativement simple car il ne comporte ni quille pendulaire ni bout-dehors permettant d'utiliser des spis asymétriques.

## Figaro Bénéteau 3
En 2017 apparait la troisième version du monotype qui est conçue par le cabinet d'architecture Van Peteghem Lauriot-Prévost. Le Figaro 3 est le premier monotype équipé de foils. Leur profil, dit Chistera, est contrairement aux voiliers IMOCA tourné vers l'intérieur. Ils sont conçus pour réduire la dérive et améliore le moment de redressement du bateau sans augmenter son déplacement (sa masse). Le bateau ne comporte plus de ballasts, sa quille est plus fine et plus profonde. Le mat est reculé (meilleur équilibre de la voilure) et la surface de la voilure est augmentée,,.

## Comparatif des trois versions Figaro Bénéteau

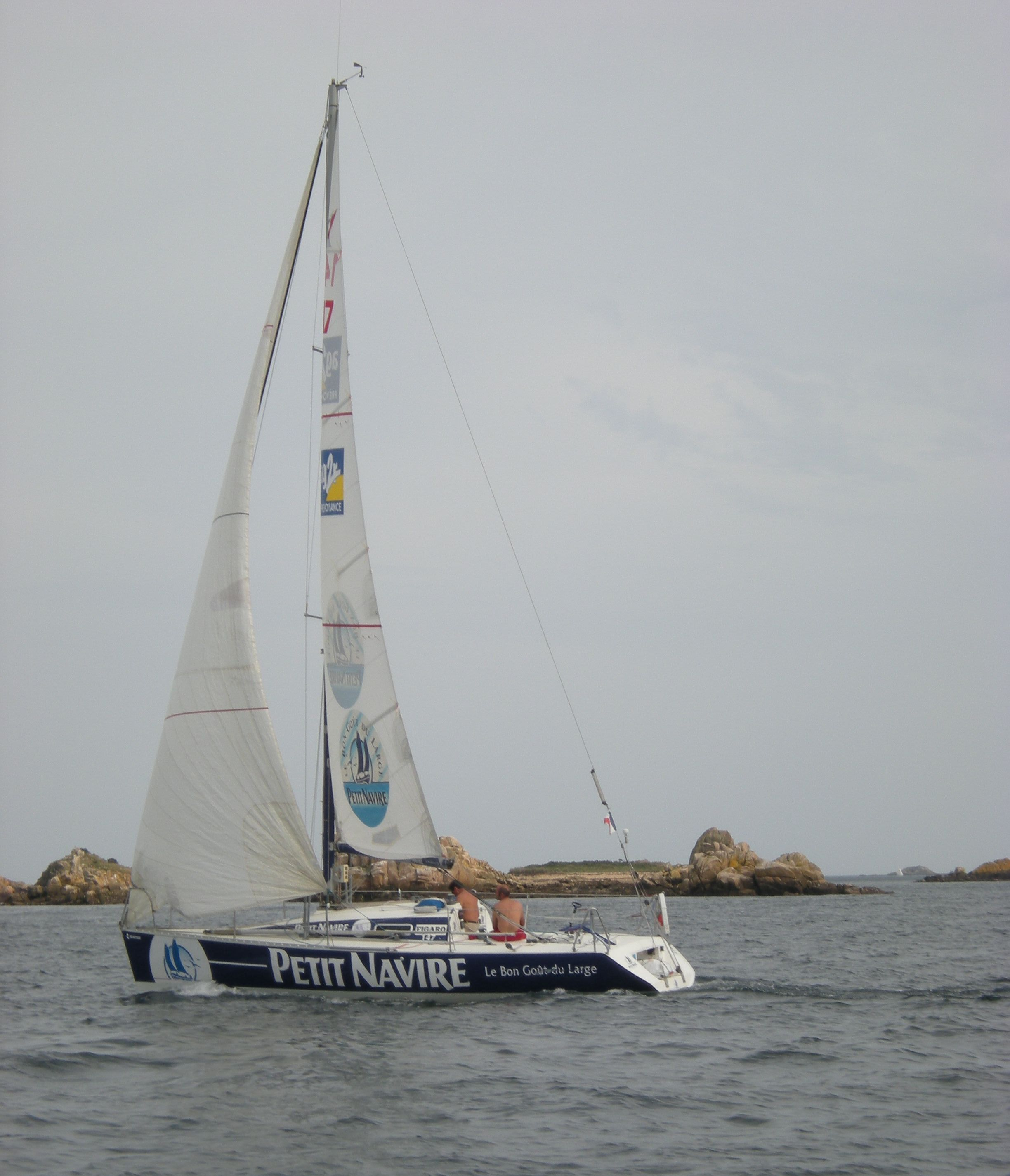
Figaro Solo de première génération, plan Finot-Berret de 1990.

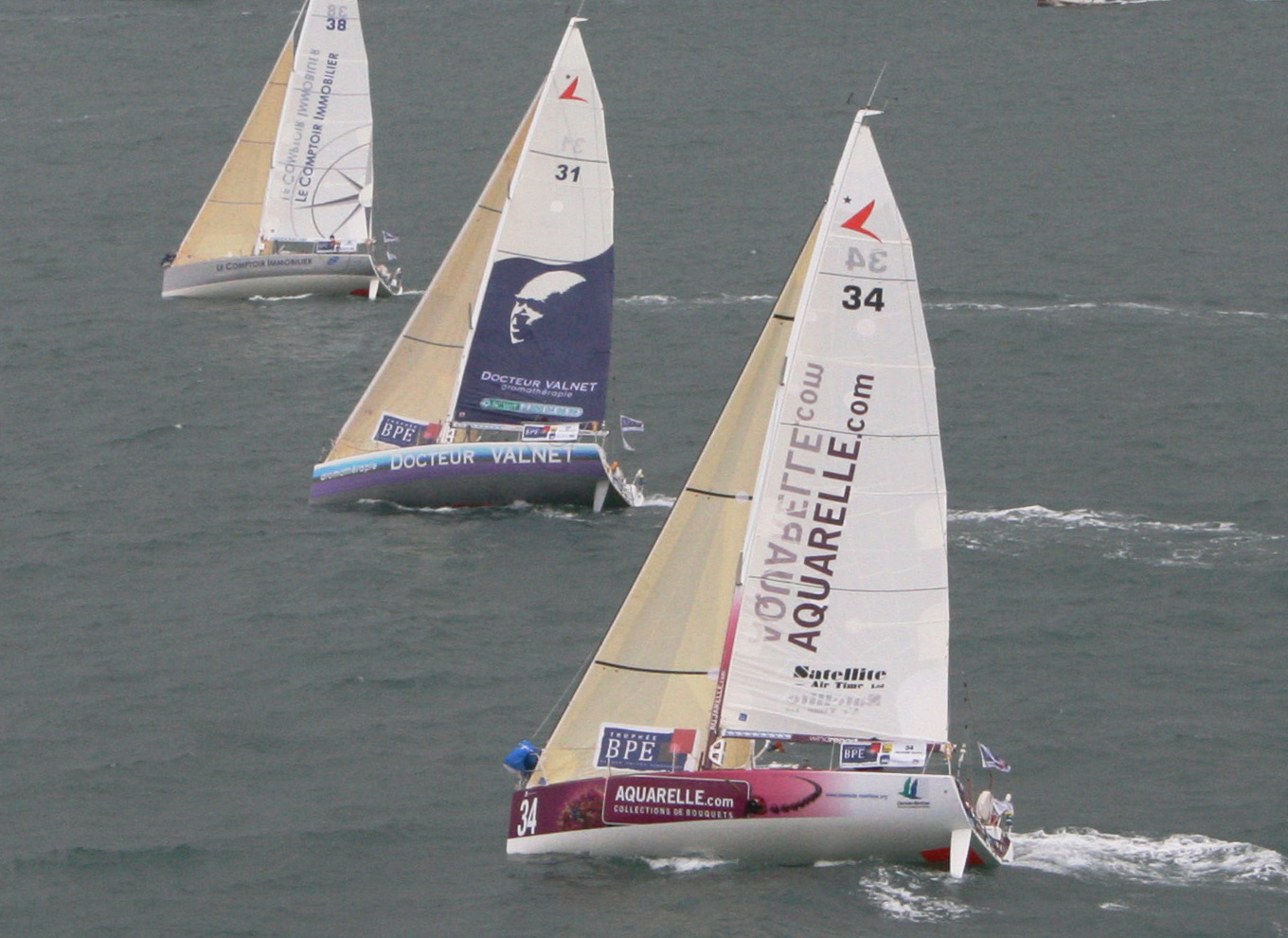
Figaro II lors du « prologue » du Trophée BPE à Belle-Île-en-Mer.

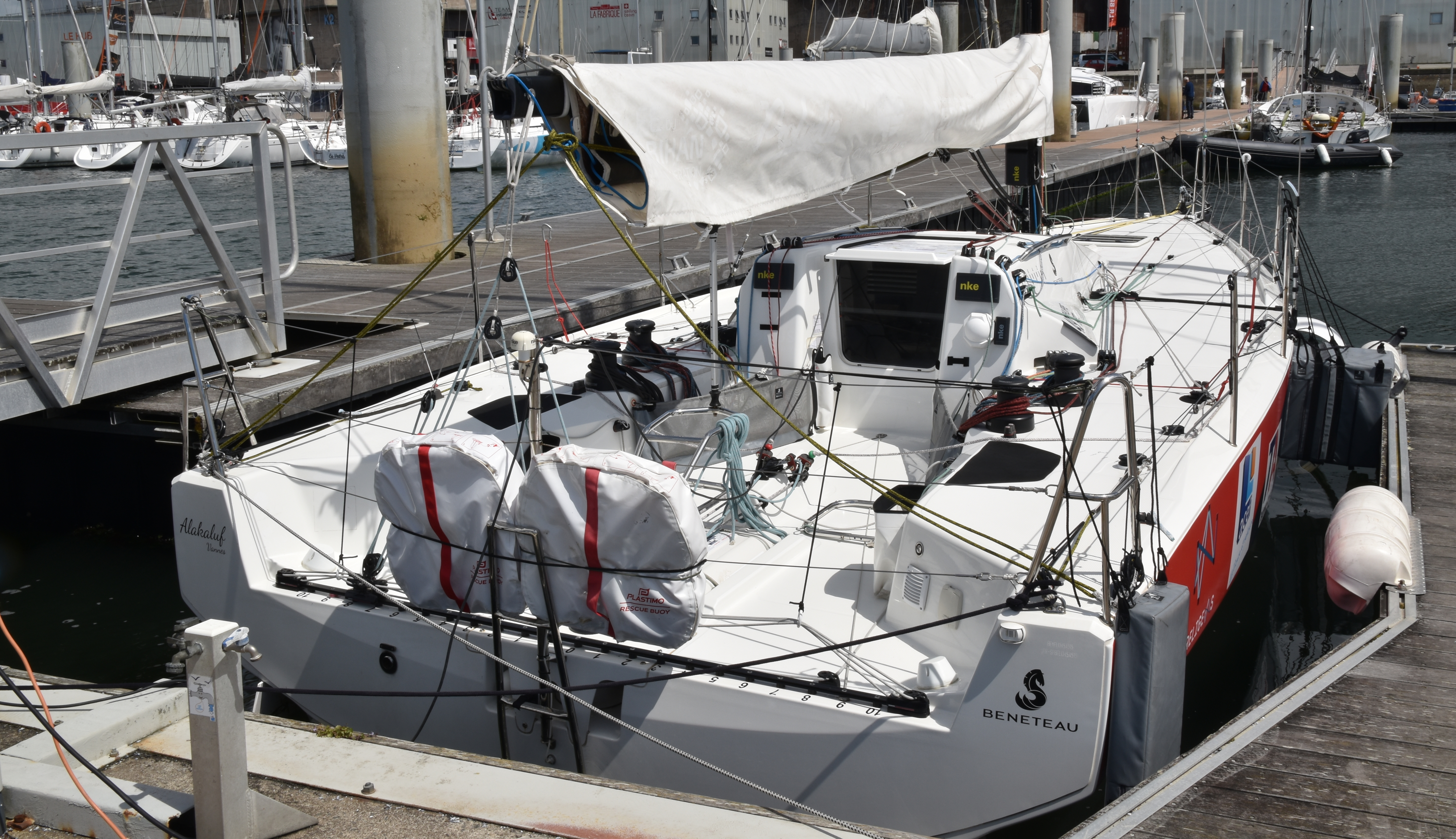
Figaro 3 Alakaluf à Lorient.

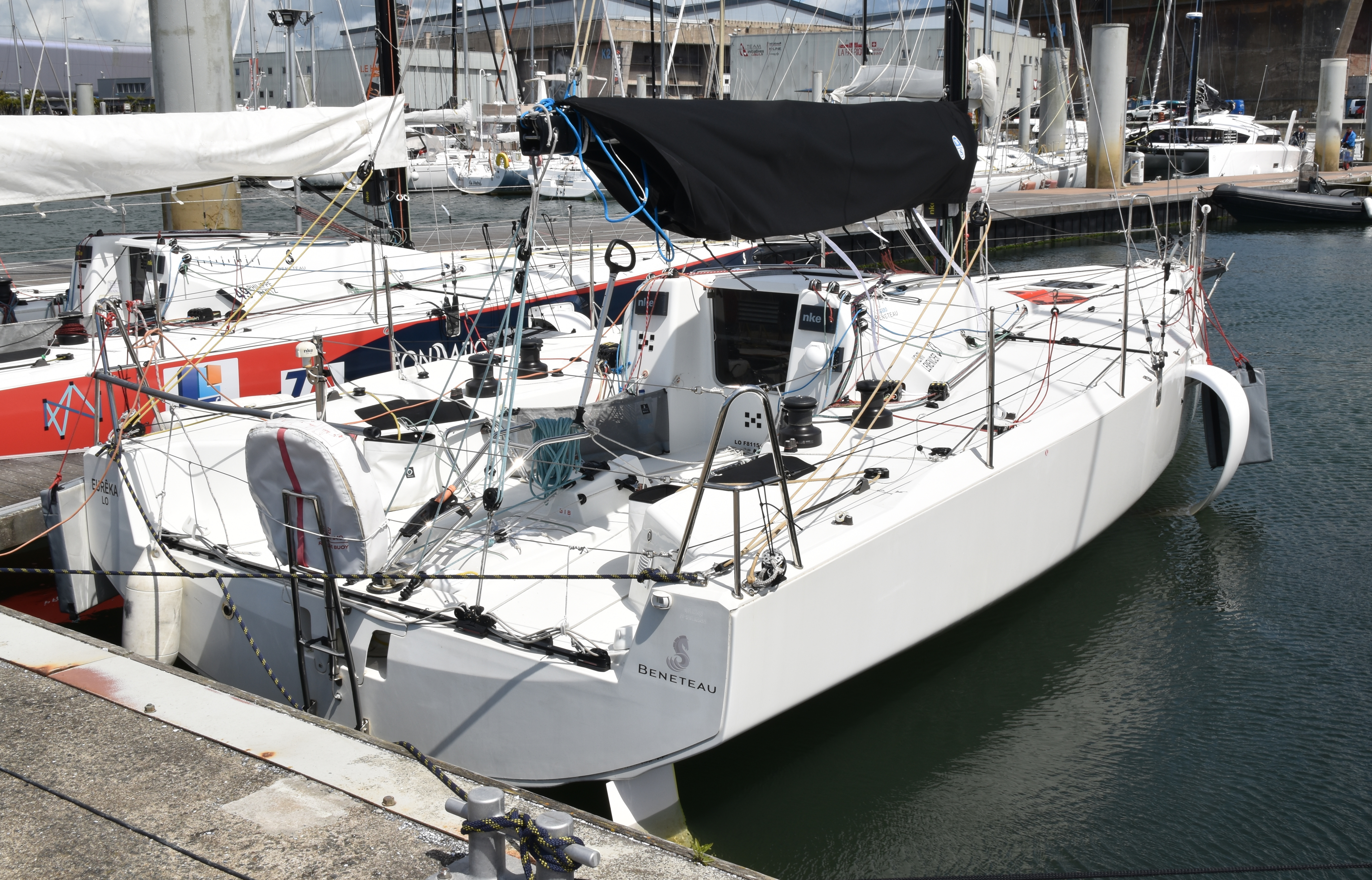
Figaro 3 Eureka à Lorient.

| Caractéristique        | Figaro                   | Figaro II,                                               | Figaro III,                                     |
| ---------------------- | ------------------------ | -------------------------------------------------------- | ----------------------------------------------- |
| Architectes            | Groupe Finot Jean Berret | Marc Lombard                                             | Lauriot-Prévost Van Peteghem                    |
| Année de lancement     | 1990                     | 2003                                                     | 2017                                            |
| Prix de lancement      |                          |                                                          | 177 000 € (2020)                                |
| Construction           | Polyester                | sandwich balsa / fibres de verre / vinylester (infusion) | sandwich fibres de verre / polyester (infusion) |
| Nombre produit         | 140                      | 96                                                       | en cours                                        |
| Longueur hors-tout     | 9,14 m                   | 10,15 m                                                  | 10,85 m                                         |
| Longueur de coque      |                          | 10,11 m                                                  | 9,75 m                                          |
| Longueur de flottaison | 8,40 m                   | 9,82 m                                                   | 9,00 m                                          |
| Maître-bau             | 3,25 m                   | 3,43 m                                                   | 3,47 m                                          |
| Tirant d'eau           | 1,80 m                   | 2,15 m                                                   | 2,50 m                                          |
| Déplacement            | 2 400 kg                 | 3 030 kg                                                 | 2 900 kg                                        |
| Lest                   | 900 kg                   | 1 100 kg                                                 | 1 100 kg                                        |
| Type d'appendice       | quille fixe              | quille à bulbe                                           | quille à bulbe                                  |
| Foil                   | non                      | non                                                      | 2 Chistera                                      |
| Grand-voile            | 25 m2                    | 38 m2                                                    | 39,5 m2                                         |
| Gennaker               | 30,5 m2                  | 30 m2                                                    | 65 m2                                           |
| Spinnaker              | 73 m2                    | 85 m2                                                    | 78 m2-105 m2                                    |
| Mât                    |                          | carbone                                                  | 13,76 m (carbone)                               |
| Ballast                | 2 x 200 litres           | 2 x 220 litres                                           | pas de ballasts                                 |

## Régates

### Championnat
Les Figaro s'affrontent  chaque année dans une dizaine d'épreuves, dont généralement cinq comptent pour le Championnat de France Élite de course au large en solitaire. Certaines de ces épreuves, côtières ou au large, sont courues par un équipage de deux personnes.

### Les courses
- La Solitaire du Figaro, étapes de large en solitaire : tous les ans depuis 1970 ;
- la Transat en double, transatlantique en double : tous les deux ans depuis 1992 ;
- le Tour de Bretagne à la Voile, étapes de large et parcours côtiers en double : tous les deux ans avec la 14e édition en 2023 ;
- la Solo Guy Cotten Concarneau, étapes de large et parcours côtiers en solitaire : tous les ans avec la 48e édition en 2024 ;
- la Solo Maître CoQ, parcours côtiers et au large, en solitaire : tous les ans depuis 2003 ;
- le Havre Allmer Cup, en solitaire : tous les deux ans avec la 6e édition en 2024 ;
- le Spi Ouest-France - Banque Populaire Grand Ouest, parcours côtiers en baie de Quiberon en équipage de 4 : tous les ans ;
- Le Tour Voile, parcours côtiers en équipage : tous les ans depuis 1978 avec intégration des Figaro Bénéteau pour la 44e édition en 2023 ;
- la Sardinha Cup, étapes de large en double : depuis 2019, 3e édition en 2022[13] ;
- la Douarnenez - Horta ;
- la Douarnenez Fastnet Solo, course au large en solitaire : une édition en 2017[14] ;
- la Solo Quiberon ;
- la transat BPE, en double puis solitaire : tous les deux ans de 2001 à 2009 ;
- la Transat Bretagne-Martinique, en solitaire : deux éditions entre 2011 et 2013.